# Liste d'interstates qui ne sont pas aux normes
 (avril 2017).
Si vous disposez d'ouvrages ou d'articles de référence ou si vous connaissez des sites web de qualité traitant du thème abordé ici, merci de compléter l'article en donnant les références utiles à sa vérifiabilité et en les liant à la section « Notes et références ».
 (avril 2017).
- Si vous ne connaissez pas le sujet, laissez ce bandeau (vous pouvez alors contacter les auteurs).
- Si vous supprimez le contenu mis en cause (vous pouvez préalablement contacter les auteurs),

argumentez précisément cette suppression dans la page de discussion
(un manque de référence n'est pas un argument ; une recherche réelle de référence doit avoir été effectuée, être formellement documentée).
Certaines Interstate Highways des États-Unis comportent des manquements aux normes régissant ce type de routes, mises en place par la Federal Highway Administration (FHWA) . Le système autoroutier des États-Unis est en grande partie complet ; cependant il existe toujours des points problématiques sur certaines portions. Ce peuvent être des segments d'une même autoroute non connectés ou bien la présence de carrefours à niveau, de feux de signalisation, de voies non séparées ou sinueuses ou encore de ponts mobiles (ponts levants ou basculants). Cet article a pour but de recenser les présents manquements aux règles des Interstate ; ne sont pas comprises les infractions temporaires dues à des travaux ainsi que celles ayant été aujourd'hui corrigées.

## Sections non reliées
Des sections non reliées existent lorsque deux parties d'une autoroute de même numéro et pouvant être considérées comme dans la continuité l'une de l'autre ne sont pas jointes. Cela signifie que ces deux sections ne sont pas reliées du tout, ou bien sont reliées par une voirie n'appartenant pas au système des Interstate. Cette liste n'inclut donc pas les autoroutes partageant le même numéro mais d'itinéraires clairement distincts, comme les Interstate 88, deux autoroutes dont l'une est située dans l'Illinois et l'autre dans l'État de New York.

### Interstate 49
L'Interstate 49 possède à ce jour six sections : une allant de Lafayette à Shreveport, en Louisiane ; une autre allant de la Louisiana Highway 1 près de Shreveport jusqu'à Texarkana ; la troisième allant de l'Interstate 40 près d'Alma jusqu'à l'US Route 71 au sud de Bella Vista, dans l'Arkansas, relayée par l'Interstate 540 et l'Arkansas Highway 549 ; et la dernière importante allant de Pineville à Kansas City, dans le Missouri. Une courte section isolée de l'Interstate 49 existe aussi à Bella Vista, bien que nommée Arkansas Highway 549. Enfin, on trouve une portion de quelques miles de long près de Fort Smith, dans l'Arkansas. Ces parties manquantes du tracées sont aujourd'hui en passe d'être complétées.

### Interstate 69
L'Interstate 69 compte sept sections ; l'itinéraire original va de Indianapolis, dans l'Indiana à Port Huron, dans le Michigan. Le 2 octobre 2006, un segment a ouvert dans les comtés de Tunica et De Soto, dans le Mississippi ; cette portion court ensuite vers le nord jusqu'à Memphis, dans le Tennessee. Une autre section existe depuis la périphérie d'Evansville, dans l'Indiana, jusqu'à Bloomington dans ce même État, et est en train d'être prolongée jusqu'à Martinsville : cette partie de la route pourrait être connectée à l'autoroute originelle pendant la prochaine décennie. De plus, fin 2011 une portion de la Western Kentucky Parkway allant de l'Interstate 24 à la sortie 38 (Pennyrile Parkway) a été reclassée en I-69. Depuis 2012, une portion de l'US 59 entre Houston et Cleveland, au Texas, fait elle aussi partie de l'I-69. Enfin le 28 février 2013, une autre partie de l'US 59 allant de Houston à Rosenberg. Ces deux parties ont été rapprochées en mars 2015, formant désormais une partie continue de l'Interstate 69.

### Interstate 73

Panneau FUTURE

L'Interstate 73 se divise en deux sections, l'une formant une partie du périphérique de Greensboro, en Caroline du Nord, seule section effectivement signalée comme I-73, et l'autre partageant son itinéraire avec l'Interstate 74 de Ulah à Ellerbe, en Caroline du Nord. Sur les autres portions autoroutières (quand l'I-73 partage ses voies avec l'Interstate 74 et l'U.S. Route 220) les appellations varient. Toutefois, immédiatement au sud de Greensboro, l'I-73 est désignée par des panneaux FUTURE. Un peu plus loin, d'autres panneaux comportent simplement la mention INTERSTATE. 

### Interstate 74
L'Interstate 74 possède de nos jours cinq sections, une partant de l'ouest de Cincinnati, dans l'Ohio jusqu'à Davenport, dans l'Iowa ; une allant de la frontière entre la Virginie et la Caroline du Nord le long de l'Interstate 77 jusqu'à Mount Airy, en Caroline du Nord ; une courant en parallèle avec l'US 311 autour de High Point puis se connectant avec l'Interstate 85 ; une confondue avec l'Interstate 73 de Ulah à Ellerbe et enfin une autre confondue avec l'Interstate 95 depuis l'est de Laurinburg jusqu'au sud de Lumberton, toujours en Caroline du Nord. Les autres sections attendant d'être mises aux normes sont signées avec des panneaux normaux si ce n'est que l'INTERSTATE situé au-dessus du nom de l'autoroute est remplacé par FUTURE. Ces panneaux sont aussi placés en bordure de certaines des sections précédentes. L'État de Caroline du Nord est en train d'essayer de reconnecter toutes ces parties, même si la portion allant jusqu'à Cincinnati restera telle quelle à plus ou moins long terme.

### Interstate 86
La partie est de l'Interstate 86 se divise aujourd'hui en deux sections. L'une court sur 317 km depuis l'Interstate 90 à North East, en Pennsylvanie (une ville du nord-ouest de cet État) jusqu'à la sortie 56 à Elmira, dans l'État de New York. La seconde section s'étend sur 15,9 km à partir de l'Interstate 81 à Kirkwood, dans la banlieue de Binghamton jusqu'à la sortie 79 à Windsor, dans le comté de Broome. La portion manquante est désignée comme Future 86.

### Interstate 95
Probablement la plus connue et la plus célèbrement déroutante portion manquante du système Interstate ; l'Interstate 95 est en effet discontinue à Lawrence Township, près de Trenton dans le New Jersey. Venant du Nord depuis Philadelphie, l'I-95 effectue une boucle autour de la banlieue nord de Trenton avant de s'arrêter à l'U.S Route 1 pour devenir l'Interstate 295, qui se dirige à nouveau vers le sud du New Jersey. 
L'autre section de l'autoroute commence sur le Pennsylvania Turnpike à la frontière avec le New Jersey et prend la direction du New Jersey vers l'Est le long d'une antenne du New Jersey Turnpike, même si elle est signalée comme I-195. À l'origine, l'Interstate 95 était planifiée pour quitter le nord de Trenton et devait se diriger vers le nord-est et l'Interstate 287 pour se confondre avec cette autoroute dans le Turnpike, mais la Somerset Freeway ne fut jamais construite. Au fil du temps, des extensions ont conduit la I-95 quelques kilomètres au nord de l'échangeur avec l'US-1 le long du New Jersey Turnpike et de la frontière avec la Pennsylvanie. Un échangeur est en construction pour connecter les voies du sud avec le Pennsylvania Turnpike, et l'I-95 sera redirigées vers celui-ci, tandis que la partie nord de cet échangeur deviendra une extension de l'I-295. 

### Interstate 99
L'Interstate 99 possède de nos jours deux sections : l'une va du nord du Pennsylvania Turnpike jusqu'au sud de l'Interstate 80, se confondant avec l'U.S. Route 220, tandis que l'autre va de la frontière entre la Pennsylvanie et l'État de New York jusqu'à l'Interstate 86 (est) à Corning, se confondant cette fois avec l'U.S. Route 15. La plupart des parties manquantes, incluant notamment l'US 15 entre l'Interstate 180 à Williamsport et la frontière de l'État de New York, ont été construites selon les standards autoroutiers mais ne sont pas signalées comme faisant partie de l'I-99.